# Sybille Krämer
Pour les articles homonymes, voir Kramer.
Sybille Krämer (née en 1951 à Trêves) est une  philosophe et universitaire allemande. Elle est professeure émérite à l'université libre de Berlin.

## Biographie
Sybille Krämer fait des études de philosophie, histoire et sciences politiques aux universités de Hambourg et de Marbourg, et elle obtient son diplôme en 1976. Elle soutient sa thèse de doctorat en philosophie en 1980, sous la direction d'Oswald Schwemmer (de) à l'université de Marbourg.
Elle est chargée de cours à l'université de Münster et obtient une bourse d'études et d'enseignement au Balliol College d'Oxford, puis elle est assistante à l'université de Marburg de 1982 à 1989. Elle obtient une habilitation universitaire de philosophie de l'université de Düsseldorf en 1988, qu'elle publie en 1991 sous l'intitulé Berechenbare Vernunft : Kalkül und Rationalismus im 17. Jahrhundert, et en 1989, elle est nommée professeure de philosophie à l'université libre de Berlin dont elle est professeure émérite depuis 2018.
Elle est membre fondatrice du Hermann von Helmholtz Center for Cultural Technology (HZK) de l'université Humboldt de Berlin et a mené plusieurs projets de recherche dans le cadre du groupe de recherche "Bild-Schrift-Zahl".
Sybille Krämer est membre du Wissenschaftskolleg zu Berlin, un institut de recherche interdisciplinaire, de 2000 à 2008. Elle est membre du panel Complexity of the Human Mind du Conseil européen de la recherche de 2007 à 2014 et membre du conseil de la Fondation allemande pour la recherche depuis 2010.

## Activités de recherche
Les principaux intérêts de recherche de Krämer sont le rationalisme au XVIIe siècle, qu'elle étudie particulièrement chez Descartes et Leibniz, l'épistémologie, la théorie de l'esprit et de la conscience, la philosophie du langage et la philosophie des médias. Elle s'est particulièrement intéressée à la genèse de l'utilisation opérationnelle des symboles dans l'historiographie de l'ingénierie structurelle.
Elle est l'auteure de publications sur l'intelligence artificielle et la numérisation en tant que technique culturelle, la théorie des signes, des symboles et de la technologie.

## Distinctions
- 2016 : docteure honoris causa de l'université de Linköping[1]

## Publications
- Berechenbare Vernunft : Kalkül und Rationalismus im 17. Jahrhundert, Berlin/New York, W. de Gruyter, 1991
- (de) Sybille Krämer, « Das Medium als Spur und als Apparat », dans Medien, Computer, Realität: Wirklichkeitsvorstellungen  und  Neue  Medien, Francfort, Suhrkamp, 1998, p. 78
- « Das Vergessen nicht vergessen! Oder: Ist das Vergessen ein defizienter Modus von Erinnerung? » In: Paragrana Bd. 9 (2000), Heft 2, Inszenierungen des Erinnerns, p. 251-271
- Sprache, Sprechakt, Kommunikation: Sprachtheoretische Positionen des 20. Jahrhunderts, Suhrkamp Verlag KG, 2001
- Medium, Bote, Übertragung. Kleine Metaphysik der Medialität Frankfurt am Main, Suhrkamp Verlag, 2008,  (ISBN 3518584928)[4]
- (co-dir.) Thinking with diagrams : the semiotic basis of human cognition, avec Christina Ljungberg, Boston, De Gruyter Mouton, 2016, 252 p.  (ISBN 1501511696)
- Figuration, Anschauung, Erkenntnis: Grundlinien einer Diagrammatologie, Suhrkamp Verlag AG, 2016, 361 p.  (ISBN 3518297767)
- « Anges, messagers, virus : Pour une réhabilitation de la transmission », Appareil  1, 2008 [lire en ligne]